# Episodi de L'ispettore Coliandro (ottava stagione)
L'ottava stagione della serie televisiva L'ispettore Coliandro, è stata trasmessa in prima visione su Rai 2 dal 22 settembre al 13 ottobre 2021. L'intera stagione, inoltre, viene distribuita in anteprima su RaiPlay l'8 settembre 2021, due settimane prima della trasmissione sulla televisione lineare.
| nº | Titolo             | Pubblicazione    | Prima TV Italia   |
| -- | ------------------ | ---------------- | ----------------- |
| 1  | Il fantasma        | 8 settembre 2021 | 22 settembre 2021 |
| 2  | Intrigo maltese    | 8 settembre 2021 | 29 settembre 2021 |
| 3  | Il tesoro nascosto | 8 settembre 2021 | 6 ottobre 2021    |
| 4  | Kabir Bedi         | 8 settembre 2021 | 13 ottobre 2021   |

## Il fantasma
- Diretto da: Manetti Bros.
- Scritto da: Carlo Lucarelli, Giampiero Rigosi

### Trama
La squadra mobile riceve una soffiata per arrestare un trafficante di droga di nome Sergino in un night club. Coliandro e i suoi, dopo essersi infiltrati, notano due uomini che parlano in un privé ma, quando Gamberini decide di entrare in azione, uno dei due si accorge che Coliandro è armato. Spaventato, Sergino esce e prende in ostaggio Bertaccini ma, dopo averla lanciata contro Gamberini, tenta la fuga ma viene bloccato da un calcio della Buffarini. Il primo uomo, all'apparenza tranquillo, ben distinto e con una faccia pulita, sta per lasciare il locale ma viene arrestato da Coliandro. 
La mattina seguente De Zan chiede alla Longhi di trattenere l'uomo arrestato da Coliandro perché ha una sensazione di averlo già visto, poi chiede allo stesso ispettore di accompagnarlo in macchina a causa del suo mal di schiena. Mentre discutono in macchina, vengono speronati da un tir: dopo l'impatto, Coliandro, semi cosciente, vede avvicinarsi l'uomo che era alla guida dell'autocarro, con in mano una chiave per cambiare le gomme, probabilmente per finirli ma deve desistere e andare via, in quanto sul luogo arrivano delle persone per prestare i primi soccorsi, dopodiché l'ispettore sviene. In ospedale, il nostro eroe si sveglia e viene avvisato da Buffarini e Bertaccini che il commissario è in coma: a fare visita in ospedale arrivano anche la moglie e la figlia Aurora, che presto si innamora di Coliandro, che durante la convalescenza del padre darà una mano all'ispettore per risolvere le indagini. 
L'uomo del tir risulta essere Lo Cascio, detto "il Rosso" e mentre discute al telefono sul fatto dell'incidente con il tir da lui provocato, si dirige presso un tetto di un palazzo vicino alla centrale di polizia, con l'intento di uccidere Sergino per evitare che l'uomo possa parlare: infatti, mentre viene trasportato su un furgone blindato, il killer riesce nel suo intento, centrandolo in fronte con un solo colpo. Nel frattempo all'ospedale, Coliandro trascorre la sua convalescenza: una notte, mentre l'ispettore e la figlia del commissario stanno andando a prendere un caffè alle macchinette, in uno stanzino si vede il Rosso intimidire e intimare l'infermiere a uccidere De Zan con una siringa, iniettando dell'aria: Coliandro però è tempestivo nell'intervento, rompendo il vetro della camera di rianimazione e fermando l'uomo: in quel momento però arrivano i carabinieri che, a causa di un malinteso, non capiscono cosa succede e bloccano l'ispettore. Quella sera, Coliandro viene dimesso dall'ospedale e, nonostante cerchi in tutti i modi di far capire a Gamberini che il colpevole sia il Rosso, non viene creduto e, anzi, gli vengono ordinati alcuni giorni di malattia; nel frattempo anche Aurora viene interrogata dalla Longhi ma nemmeno lei viene creduta quando questa prova a spiegarsi perché il sostituto procuratore la ridicolizza ricordandole che è stata sospesa dal servizio di magistratura. L'unica cosa che ottiene è una scorta che piantona l'ospedale giorno e notte per suo padre. 
La mattina seguente, mentre la moglie le parla del loro primo incontro per cercare di svegliarlo dal coma, il commissario De Zan comincia a dare dei segni di vita perché nella sua mente riaffiora il ricordo di quando da giovane aveva arrestato un boss mafioso. In quello stesso momento il Rosso chiede all'infermiere l'indirizzo di Coliandro perché lo vuole uccidere. Intanto Coliandro cerca di contattare la figlia di De Zan chiamando due volte la moglie, senza però riuscirci: in quell'istante, suonano alla sua porta e, manco a farlo apposta, è proprio la giovane ragazza: poco dopo, arriva anche il Rosso con i suoi scagnozzi ma quando sta per scendere dalla macchina, riceve l'ordine di non farlo, perché l'obiettivo è la figlia del commissario, per ricattarlo qualora dovesse svegliarsi dal coma. In casa, intanto, Aurora e Coliandro provano a fare mente locale sul perché vogliono morto il commissario e decidono di andare nello studio del geometra, proprio quando poco prima il Rosso desiste dall'uccidere l'ispettore, andandosene via a cercare la ragazza. Arrivati sul posto, Coliandro entra nello studio, cercando di raggirare la segretaria per cercare di strappare delle informazioni: la donna si reca nell'archivio alla ricerca di qualcosa mentre il poliziotto ispeziona la stanza nel tentativo di trovare un indizio; trova una porta che dà in un seminterrato ma, quando sta scendendo le scale, viene scoperto dalla segretaria che lo caccia. 
Quella sera, la moglie di De Zan esce dall'ospedale per tornare a casa ma per sua sfortuna incontra il Rosso che, con una scusa prima e con la forza dopo, la obbliga a salire in macchina per andare a casa della donna: intanto, Coliandro e Aurora sono appostati davanti allo studio per capire se succede qualcosa e, mentre stanno chiacchierando, prendono un caffè, preso dal poliziotto nel bar vicino. Nel frattempo, durante le indagini, la squadra mobile trova informazioni proprio sull'uomo misterioso che vuole uccidere De Zan: si chiama Salvatore Maria Moneta, un anziano boss mafioso detto "il Fantasma" già arrestato decenni prima dal giovane commissario poiché, grazie al fatto di vivere ormai con un "profilo basso" e a non ostentare ricchezza e potere, è sempre riuscito a sfuggire alle manette. In cella, intanto, c'è una discussione tra "il Fantasma", ovvero il geometra Salvatore Maria Moneta e il suo avvocato, che non riesce a capire del suo tenore di vita, nonostante lui sia un uomo potente e lui lo apostrofa dicendo che solo così si riesce a sfuggire da tutto, dopodiché gli dice di annotare i nomi di tutti i componenti della squadra mobile perché dovranno essere eliminati. Tornando da Coliandro e Aurora, i due continuano la loro lunga chiacchierata, quando a un certo punto la ragazza si avvicina al poliziotto che gli propone di fare sesso in macchina: all'inizio, l'uomo è titubante perché inizia ad avere strani pensieri però poi, mentre sta copulando, si lascia andare. Nel mentre, la ragazza riceve una telefonata dalla madre e, dopo essersi ricomposti, il poliziotto la riaccompagna a casa. Appena entrata, trova ad aspettarla il Rosso e i suoi scagnozzi, che la porta nella residenza del poligono.  Coliandro, immerso nuovamente nei suoi pensieri mentre mangia e sorseggia una birra di fronte a un venditore ambulante, vede passare una macchina con dentro il sicario e lo insegue, raggiungendo il domicilio mentre la madre di Aurora torna nuovamente all'ospedale insieme a uno degli scagnozzi, giustificandosi con il sorvegliante di suo marito che è suo nipote. Dopo aver scavalcato il cancello, l'ispettore prova a entrare dentro senza farsi beccare, ma il Rosso lo scova e lo porta dentro assieme alla ragazza: subito dopo, accompagna i due ostaggi nella cella frigorifero, rinchiudendoli dentro, dicendo che il commissario De Zan, se dovesse svegliarsi, non deve parlare. 
Il mattino seguente, all'ospedale, la moglie del commissario confida al marito della situazione e, proprio in quell'istante, dopo aver avuto un altro sogno, finalmente De Zan si sveglia ma non riconosce la propria consorte; lo scugnizzo, appresa la notizia dell'amnesia del commissario, chiama il Rosso per informarlo della situazione e il sicario va a liberare i due ospiti. Dopo averli condotti in cucina, mentre lo scugnizzo è ai fornelli, il Rosso comunica loro che De Zan si è svegliato dal coma, sta bene ed è fuori pericolo ma che a questo punto loro non gli serve più come ostaggi in quanto l'uomo soffre di amnesia. Ordinando al suo fido la loro eliminazione, ne segue una colluttazione, alla quale Coliandro e Aurora riescono a scappare. Dalla cella, intanto, l'orologio del geometra indica che manca poco alla sua scarcerazione e che quindi l'ispettore deve fare presto: dopo aver cercato il modo per scappare, l'uomo decide di affrontare il Rosso e lo scugnizzo e per fare ciò utilizza il lanciatore dei piattelli automatico, grazie soprattutto ad Aurora, che stende i due malviventi, i quali vengono immobilizzati. Nel frattempo, in procura, si stanno ultimando gli ultimi dettagli della scarcerazione del geometra, cosa che ancora non avviene a causa di cavilli burocratici; Coliandro avverte Gamberini di aver preso il Rosso ma quest'ultimo non gli crede, all'ospedale, il piantone riceve l'ordine di arrestare lo scugnizzo e, dopo una prima resistenza, l'uomo si arrende, anche grazie all'arrivo di altri due carabinieri sul posto. Poco dopo, mentre il geometra viene scarcerato e se ne va, assieme al suo avvocato, la squadra mobile si ritrova da De Zan per capire le sue condizioni: in un primo momento l'uomo non ricorda niente, guardando i presenti ma appena fissa Coliandro, sopraggiunto con Aurora, la memoria gli ritorna in men che non si dica. L'uomo, infatti, ha riconosciuto "il Fantasma" il geometra che era stato arrestato al night club e chiama immediatamente la Longhi che nuovamente lo pone agli arresti. Alla centrale di polizia, i meriti ovviamente non vanno a Coliandro per l'operazione riuscita: infatti, se il piantone Lo Russo riceve un encomio, il ragionier Buzzini si prende la scena davanti alla stampa locale. Quella sera, Coliandro viene invitato a cena dal commissario De Zan, il quale lo ringrazia per aver salvato la vita a sua figlia e, tra una chiacchiera e l'altra, la giovane fa intendere chiaramente all'ispettore che è sempre interessata a lui perché mentre sono seduti a tavola gli fa il piedino.
- Protagonista femminile: Chiara Martegiani (Aurora De Zan).
- Altri interpreti: Michele Di Mauro (Salvatore Maria Moneta detto 'il Fantasma'), Massimiliano Rossi (Lo Cascio detto 'il Rosso'), Luigi Di Fiore (Sergino)
- Ascolti Italia: telespettatori 2 115 000 – share 9,9%[2]

## Intrigo maltese
- Diretto da: Milena Cocozza
- Scritto da: Carlo Lucarelli, Giampiero Rigosi

### Trama
Una notte, due giovani stanno parlando dei fatti loro mentre si fumano uno spinello e uno dei due, notando una fuoriserie dell'ultimo modello, propone di rubarla ma l'altro lo stoppa subito, dicendo che non si può fare perché l'accensione è a prova di dito del proprietario. Poco dopo, scende una ragazza che sta per entrare nella propria auto ma dimentica qualcosa e torna in casa, lasciando la vettura aperta: allora i due, si avvicinano ed entrano, con l'intenzione di rubarla. Mentre quello alla guida prova a collegare i fili, l'altro non è convinto e scende: proprio in quel momento, la macchina si accende ma subito esplode, uccidendo sul colpo il ragazzo e ferendo a morte l'altro che si stava allontanando. Poi sopraggiungono due tipi strani, un uomo e una donna, che decidono di far fuori il ragazzo per non avere problemi. Dalla finestra la ragazza però ha visto tutto, filmandoli con il telefonino. Una sera, troviamo Borromini e Coliandro in un ristorante, che discutono su quello che ha combinato l'ispettore con un suo superiore e che solo grazie all'intervento del collega non ha avuto conseguenze peggiori: mentre mangiano, Borromini informa Coliandro dei fatti accaduti precedentemente. Dalle indagini, risulta che la ragazza della scena precedente ha affittato la macchina e la casa con documenti falsi intestati a una anziana donna maltese. Andando al bagno, Coliandro origlia la conversazione tra un cliente e il ristoratore, scoprendo che il bancomat non funziona, dopodiché torna al tavolo da Borromini facendogli sempre il solito scherzo e gli racconta di questo fatto, cercando di mettersi d'accordo su come pagare (il ristorante, infatti, è uno dei più costosi della città). Intanto il cliente convince il proprietario che sarebbe tornato con il denaro per pagare il conto e mentre sta uscendo Coliandro lo guarda e sembra riconoscerlo: infatti è Cinno, l'hacker cinese che faceva parte della banda delle statuine, che aveva fatto correre per tutta la città l'ispettore a disinnescare le bombe. All'inizio il ragazzo spiega che ha hackerato il sistema del bancomat soltanto per mangiare gratis qualche volta ma quando Coliandro gli chiede la carta di credito per distruggerla e poi lasciarlo andare, purtroppo per lui cadono a terra alcune ricevute, rivelando che questo andazzo non succede ogni tanto. Dopo avergli pestato un piede, Cinno se la dà a gambe e l'ispettore, dopo essersi ripreso, non può fare altro che inseguirlo. Coliandro, dopo esser salito su una scala mobile ferma, si trova a un bivio e, vedendo una porta socchiudersi, pensa che il ragazzo sia andato in quella direzione e decide di fare altrettanto: dopo aver salito le scale, si ferma a un piano, attendendo l'ascensore ma all'apertura delle porte non c'è il cinese ma una ragazza rasta che lo insulta. Dalla finestra però intravede Cinno e, scendendo velocemente le scale, si appresta a raggiungerlo; sale in ascensore in compagnia di una ragazza, che squadra la pistola e lo guarda in maniera sospettosa. Raggiunti tre appartamenti, suona a caso e riesce a trovare il ragazzo ma la ragazza lo colpisce alle spalle con un portaombrelli, facendogli perdere i sensi.
Il mattino seguente, alla questura di Bologna, la Paffoni spiega alla squadra come è avvenuta l'esplosione mentre la Buffarini identifica i due ragazzi, nonostante i loro corpi carbonizzati: si tratta di ladri di motorini e biciclette che operavano davanti alla stazione. Nel frattempo, in una strana bottega, i due tipi strani dell'esplosione, Ciucciù lei e Papalli lui, discutono su come rintracciare la ragazza che li ha filmati e Ciucciù racconta che con l'aiuto dell'ex di lei, Roberto, sono riusciti a decifrare le e-mail ricevute a Malta e che queste appartengono a Cinno; intanto, a casa del ragazzo, Coliandro si sveglia ed è ammanettato al letto. Dopo aver inutilmente cercato di convincere il cinese a liberarlo, arriva la ragazza. Si tratta di una blogger e ha colpito erroneamente l'ispettore perché lo ha scambiato per le persone che la vogliono uccidere. La ragazza esce nuovamente dall'appartamento insieme a Cinno, lasciando le chiavi delle manette sopra una mensola. Mentre cerca di liberarsi, l'ispettore rompe la mensola, facendo cadere pistola, chiavi e distintivo e lui si ribalta dall'altra parte del letto per cercare di prenderli ma proprio in quel momento arrivano Papalli e Ciucciù che, dopo una rapida perlustrazione, prendono il distintivo di Coliandro e Papalli si lamenta con la donna dicendo che Roman non sarebbe contento di un altro fallimento ma la donna lo assicura che lo troveranno, in quanto il Cinno lascerà una nuova traccia. Andati via, Coliandro chiama Gamberini per chiedere aiuto e per informare della situazione i suoi superiori i quali, dopo aver sentito la storia, fanno fatica a credergli ma decidono comunque di seguire la pista. Non appena la Longhi va via, però, De Zan smorza subito gli entusiasmi e blocca subito l'indagine, dicendo che si tratta solo di pura invenzione dell'ispettore e lo caccia dal proprio ufficio. Mentre la Buffarini cerca di rintracciare la ragazza con il riconoscimento facciale del computer, Coliandro sfoglia alcuni vecchi rapporti e così facendo riesce a trovare il fascicolo contenente il nome della giovane: si tratta di Thea Zahra, giornalista di nazionalità maltese, la quale sta indagando su qualcosa di grosso, e che precedentemente aveva rischiato di essere uccisa. Scoperto ciò, De Zan manda Gamberini e Bertaccini sulle sue tracce, ordina alla Buffarini di trovare qualcosa su internet per capire se esistono veramente Papalli e Ciucciù e denigra Coliandro per essersi fatto fregare il tesserino, andandosene via. L'ispettore, prima di uscire, riceve dalla Buffarini il modulo della denuncia di smarrimento ma, arrabbiato, lo straccia, salvo poi ricomporlo perché era stato lui a farne richiesta. 
Nel frattempo, Cinno e Zahra affittano una camera in un hotel, dove il ragazzo si mette subito al lavoro sul suo computer, scoprendo che Robi, l'amico di Ciucciù, è già entrato nel suo software: senza perdere tempo, ordina alla Zahra di dargli il suo portatile mentre sta smagnetizzando il suo per nascondere le tracce, poi dice alla ragazza di liberarsi del telefonino e infine le consegna una chiavetta contenente tutto ciò che le occorre, dicendole che quelle persone sanno tutto e hanno tutte le informazioni. Prima di andarsene, le confessa che andrà a Amsterdam per non farsi vedere per qualche tempo e poi le consiglia di fare altrettanto, cioè di sparire. Intanto Coliandro, prima di passare all'azione, va a fare la spesa, dove viene convinto a prendere la pizza vegana, nonostante la sua titubanza: poi compra zucchero, caffè e dentifricio, e infine acquista anche un estintore, visti i solleciti dell'amministratore. Il negoziante lo informa che sarà suo nipote a portargliela a casa e l'ispettore se ne va. Altrove, alla "HTS", ovvero un'azienda ospedaliera, due persone stanno discutendo sul materiale da trasportare in Africa: si tratta dell'avvocato dell'azienda e di un giornalista. Quest'ultimo vorrebbe incontrare l'amministratore di persona, ma l'avvocato lo liquida subito dicendogli che è troppo impegnato: poi va nello studio dello stesso e lo trova che sta giocando a un videogioco di ultima generazione. Interrotto il gioco, l'uomo vuole sapere se l'altra giornalista, ovvero Zahra, è stata sistemata. L'avvocato, con grande dispiacere, gli annuncia che non è ancora successo, dopodiché l'amministratore ribatte che sono già due volte che sente questa notizia e che se dovesse sentirla ancora, chiamerà i suoi vecchi amici. Finita la chiacchierata, l'avvocato se ne va e l'amministratore riprende a giocare. Intanto Coliandro è a casa sua che sta compilando, in maniera errata, il modulo di smarrimento. Mentre lo fa, gli viene fame; chiama il fruttivendolo per sapere che fine ha fatto il nipote con la spesa e questo gli dice che siccome è arrivato da poco a Bologna ha sbagliato strada e si trova sui colli, ovvero da tutt'altra parte. Mentre è in bagno, suonano alla porta e Coliandro va ad aprire, pensando che sia il ragazzo, invece è Ciucciù che dopo avergli fatto una banale domanda, lo aggredisce, sbattendolo a terra e immobilizzandolo. C'è anche Papalli, il quale gli chiede se conosce la Zahra. L'ispettore nega e i due gli credono, quindi il ragazzo decide di farlo fuori perché non è più utile ma la donna lo blocca in quanto vorrebbe farlo lei. Quando sembra finita per Coliandro, suonano alla porta e Papalli, dopo aver chiesto all'ispettore se aspettasse qualcuno e ricevendo come risposta "Baloo", va ad aprire: è il nipote del fruttivendolo, che gli consegna la spesa e l'estintore. Mentre controlla la spesa, Papalli viene apostrofato male da Ciucciù in quanto non ha lasciato la mancia al ragazzo, dopodiché scopre che all'interno della busta c'è la pizza vegana e allora la donna gli ordina di metterla in forno, in quanto le è venuta fame. Mentre sta per farlo, suonano nuovamente alla porta e, con grande sorpresa, troviamo la giornalista, la quale è stupita nel trovarsi davanti Papalli che con un pugno la stende e la porta dentro casa. Quando lo annuncia a Ciucciù, la donna abbassa la guardia e Coliandro la disarma facendosi male alla gamba, poi si dirige verso Papalli e lo stende con una testata rompendosi il naso. La donna, intanto, recupera la pistola e mentre sta per sparare viene messa ko dalla pizza surgelata lanciata dall'ispettore. Dopo aver fatto ciò, mentre Coliandro ripete alla donna una delle sue solite citazioni di Clint Eastwood, Papalli spara alla cieca, nel tentativo di colpirlo, e Zahra cerca di immobilizzare il ragazzo con l'estintore, senza riuscirci. Arriva Coliandro che, non riuscendoci nemmeno lui, glielo scaraventa addosso, poi fugge con la ragazza. Nel parcheggio, però, l'ispettore si accorge che ha dimenticato le chiavi della macchina in casa, allora Zahra trova un'altra macchina aperta, dove ci sono le chiavi inserite e decidono di prenderla: Papalli esce, urlando che i due hanno preso la loro macchina e comincia sparargli contro, insieme a Ciucciù ma inutilmente perché l'auto si allontana velocemente. Ciucciù però non si arrende e, dopo aver fatto una ramanzina al ragazzo, prende le chiavi della macchina di Coliandro e si mette all'inseguimento. In breve tempo, i due criminali raggiungono Coliandro e la ragazza, la donna inizia a sparare per cercare di fermarli ma dopo un po' i due riescono a seminarli definitivamente. Fermi a un parcheggio, a causa dello spegnimento definitivo della macchina elettrica su cui viaggiano, Coliandro interroga Zahra su ciò che ha scoperto e la ragazza inizia a raccontargli che il suo governo smercia passaporti facili per entrare in Europa ma l'ispettore non è particolarmente attento a quello che lei dice in quanto sta radiografando nella sua testa alcune parti del corpo della ragazza con tanto di voto finale. Finita la storia, Coliandro vorrebbe portarla dalla Longhi ma Zahra è restia all'idea perché lei è arrivata a Bologna clandestinamente e non ha più niente, se non il suo articolo da pubblicare. Allora l'ispettore le propone un patto, ovvero le concede 24 ore di tempo per fare tutto, al termine delle quali lui la porterà alla centrale per raccontare tutto e Zahra accetta senza opposizione. Decidono infine di andare a dormire fuori ma oltre alla ragazza, anche Coliandro non ha denaro per pagare. Dopo un po' arrivano Ciucciù e Papalli, che grazie al GPS trovano la macchina, ovviamente vuota ma la donna non è avvilita perché sa che se Zahra dovesse utilizzare la penna wireless di Cinno la può rintracciare con l'aiuto di Robi, per il disappunto inevitabile di Papalli. I due abbandonano la macchina dell'ispettore e si dirigono a piedi verso casa. Nel frattempo Coliandro riesce a trovare un luogo in cui poter dormire, ovvero l'appartamento dell'appuntato Lorusso e, mentre la donna inizia a lavorare sul proprio computer nella camera da letto, i due uomini cominciano a parlare.
Il mattino seguente, l'ispettore torna a casa a recuperare soldi e pistola, poi riceve una telefonata in cui gli viene comunicato che hanno trovato la sua macchina e infine va a prendere Zahra che lo aspetta in un bar. La ragazza gli comunica che devono andare all'HTS, perché per chiudere definitivamente la storia ha bisogno della dichiarazione dei diretti interessati. Alla centrale, intanto, Buffarini, Bertaccini e Gamberini si scambiano battute e prese in giro, poi, tornati seri, l'uomo si arrabbia con la giovane assistente perché lui era in giro a farsi il mazzo. La ragazza lo stoppa dicendogli che anche lei sta lavorando e ha scoperto, con l'aiuto di una sua ex compagna di liceo, che i fantomatici nomi "Papalli" e "Ciucciù" non esistono nel database ma ha scoperto la derivazione del nome (Ciucciù è il nome di un designer di gioielli che in sardo significa 'bisbiglio', Papalli è un blog che spiega la fisica ai bambini) e che insieme sono un cane e un gatto della provincia di Siena o un'azienda di saponi di Bologna. Intanto all'HTS, Zahra non viene fatta entrare per parlare con un responsabile e se ne va da qualche altra parte, accompagnata da Coliandro: mentre lasciano l'azienda, vengono osservati da un Roman Kolas abbastanza arrabbiato, il quale deduce insieme all'avvocato che Ciucciù e Papalli hanno fallito nuovamente e quindi prende la decisione che ci penserà lui a eliminare la giornalista, nonostante l'avvocato lo metta in guardia sulla possibile reazione dei due. Intanto Coliandro e Zahra arrivano a casa dell'ingegnere Bellini, uno dei soci di Kolas, per estrapolare qualche informazione utile e il soggetto, seppur abbastanza stravagante, comincia a parlare, raccontando che la ditta fu fondata all'inizio da suo nonno nel dopoguerra, portandola a guadagni enormi, poi venne lasciata a suo padre, trasformandola in una delle aziende più sofisticate nel campo della tecnologia di precisione e infine è passata in mano sua che l'ha fatta fallire miseramente a causa delle proprie mani bucate, ammettendo pure che la laurea in ingegneria gli è stata comprata e che non gli piace lavorare ma solo divertirsi.
Bellini racconta che si trovava in mano agli usurai che per saldare i debiti gli facevano le peggio cose come bruciargli la macchina ma poi un giorno aveva incontrato Roman Kolas, il quale gli aveva risanato tutti i debiti, trasformando l'azienda in quella che è adesso. Alla domanda di Zahra sulla provenienza del denaro, l'ingegnere si fa una risata rispondendo che a lui non gliene frega nulla perché per stare zitto lo pagano pure e, anzi, non va nemmeno più in ditta.
Finita l'intervista, i nostri amici se ne vanno e cominciano a comporre i pezzi sul perché un grosso trafficante ha acquisito un'azienda così importante e anche perché ha ingaggiato due killer professionisti, Papalli e Ciucciù, poi Zahra prende in prestito il cellulare di Coliandro e telefona a una collega in Uzbekistan per saperne di più. Nel frattempo la Buffarini entra nell'ufficio di De Zan, dove ci sono anche Bertaccini e Gamberini, con alcune novità: mostra al commissario un foglio contenente tutte le spedizioni della ditta per saponi di Bologna e poi gli fa vedere le foto dei due killer, avute dall'ufficio passaporti. I due, intanto, si trovano nella loro bottega a fare saponi aspettando che la giornalista utilizzi il computer per rintracciarla, poi da un beeper ricevono un segnale di chiamata e Papalli va a telefonare: all'apparecchio è l'avvocato, il quale comunica loro di non occuparsi più della vicenda, ma il ragazzo, su ordine della donna, rifiuta e riattacca il telefono. L'avvocato e Kolas si trovano all'aeroporto e, dopo aver comunicato al boss che i due non mollano, ricevendo una risposta sprezzante, stanno aspettando qualcuno: si tratta infatti dell'amico, che il boss aveva precedentemente chiamato, per farsi aiutare, insieme ad altri due soci. Altrove troviamo Coliandro e Zahra davanti all'HTS che stanno discutendo su come trovare un modo per entrare e, mentre fanno ciò, dalla ditta esce un furgone, ragion per cui all'ispettore viene in mente un'idea; i colleghi Bertaccini e Gamberini intanto si trovano davanti alla bottega di sapone dei due killer e la donna rimane stupita nel vedere il collega in difficoltà nell'utilizzare le nuove tecnologie moderne per mandare la foto di Papalli e Ciucciù. Tornando a Coliandro, la sua idea è stata quella di simulare un posto di blocco e, mentre distrae l'autista con i soliti convenevoli, Zahra entra nel retro per avere ulteriori prove, fotografando alcune scatole, poi ne apre una e fotografa l'interno di una valigetta. Andato via l'autista, la ragazza mostra il cellulare all'ispettore una foto, dicendo che quello è un puntatore di missili terra-aria, dopodiché arriva un messaggio della collega dell'Uzbekistan contenente informazioni sul boss Kolas e poi arriva il messaggio di Gamberini, che Coliandro non legge. In azienda intanto, l'avvocato e Kolas discutono sull'affidabilità dell'amico del boss ma l'uomo lo rassicura, poi si fa dare il cellulare con cui il legale è in contatto con i due killer e lo consegna all'amico, facendo intuire che, oltre alla ragazza e all'ispettore, si dovrà occupare anche di loro. Infine, mentre l'amico si alza insieme ai due soci, chiede dei registri della ditta e l'avvocato domanda perché: voltandosi, ordina in uzbeko di fare "piazza pulita" e il legale si spaventa ma non fa in tempo a capire la situazione che l'amico del boss gli spara in fronte. Nella bottega, Papalli e Ciucciù stanno confezionando i loro prodotti, quando dal loro computer arriva il segnale che aspettavano, ovvero quello per rintracciare Zahra, che si trova con Coliandro. I due sono andati nuovamente dall'appuntato Lorusso a chiedere aiuto: dopo essersi armati e pronti a entrare in azione, il ragazzo sta per uscire ma viene ferito a morte da uno dei soci dell'amico del boss mentre Ciucciù risponde al fuoco, uccidendo il sicario. Dopo un violento scontro a fuoco, la donna trascina il suo amato in un posto più sicuro e il secondo socio lancia una bomba nel punto in cui si trovano entrambi, facendoli saltare in aria: Papalli muore sul colpo mentre Ciucciù è ferita gravemente e mentre si trascina cercando di prendere la pistola viene bloccata da Roman Kolas che le chiede dove si trova Zahra, ricevendo nulla come risposta. Poi l'amico si avvicina e mostra al boss il computer contenente il localizzatore e, dopo aver letto l'indirizzo, la fa uccidere dall'altro socio. L'indirizzo in questione è la casa di Lorusso, dove nel frattempo Zahra ha finito il suo articolo e lo sta per pubblicare online ma sfortunatamente il computer dell'appuntato si scarica: in quel preciso istante, arrivano il boss con i due sicari, che mettono ko Lorusso e disarmano Coliandro, il quale per spaventarli prova a ripetere loro le famose frasi di Eastwood ma il boss, dopo aver tradotto agli amici, si mette a ridere. Da tutt'altra parte, Bertaccini e Gamberini entrano nella bottega dei due killer, trovandoli morti, assieme a uno dei due sicari del boss, morto anche lui, poi la poliziotta raccoglie il computer e, leggendo l'indirizzo, dice che lo conosce. Intanto l'ispettore viene messo sotto torchio dal boss per capire dove si trova Zahra facendo colpire due volte il povero Lorusso e la ragazza, capendo la situazione, decide di uscire fuori dalla stanza da letto: quando il boss ne ordina l'uccisione, lei prende tempo, facendogli vedere il proprio articolo sul computer, consegnandolo all'amico ma essendo scarico non si può fare. Allora il sicario prende il caricabatterie sul mobile e lo accende ma di fatto ha aiutato Zahra a pubblicarlo. Dalla rabbia, il boss butta a terra il portatile, accendendo nuovamente la videochiamata della sorella dell'appuntato, il quale si sveglia e morde alla coscia un sicario: dal dolore, l'uomo prova a liberarsi sparando ma inavvertitamente uccide l'amico del boss, Coliandro lotta con lo stesso e Zahra non riesce a prendere la pistola, che finisce nelle mani del boss che è pronto a sparargli ma fortunatamente uccide il sicario, dopodiché si trovano faccia a faccia, l'ispettore armato di mitra e Kolas con la pistola e con Zahra come ostaggio. Quando Coliandro prova a convincerlo a non ucciderla, il boss non gli dà ascolto ma in quell'istante arrivano Bertaccini e Gamberini che lo bloccano e lo disarmano e l'ispettore si occupa di curare Zahra mentre per il povero Lorusso c'è la ramanzina della sorella, che dalla videochiamata aveva assistito tutta la scena, bloccata dall'ispettore, spegnendo il computer.
Alla centrale di polizia, De Zan e la Longhi ovviamente denigrano Coliandro su tutto quello che è accaduto e addirittura regalano l'encomio all'appuntato Lorusso, facendo andare su tutte le furie l'ispettore, che se ne va dall'ufficio del commissario; poi in un altro ufficio, Lorusso racconta alla Buffarini come sono andati i fatti e Coliandro, passando di lì, ha assistito alla scena e poi lo schernisce. Arrivano anche Bertaccini e Gamberini, i quali li schernisce anche loro, poi, prima di andarsene, riceve dalla Buffarini un regalo, ovvero il suo tesserino da poliziotto.
Dal fruttivendolo, Coliandro inizia a discutere con lo stesso riconsegnandogli l'estintore, in quanto sostiene che non funziona e che quindi vorrebbe indietro il denaro: l'uomo però gli risponde che avrebbe dovuto togliere la linguetta di sicurezza e, dopo aver fatto ciò, lo spruzza inavvertitamente. L'ispettore si arrabbia e si vendica allo stesso modo, schizzando prima lui e poi il nipote, che stava assistendo alla scena, ridendo di gusto, poi getta a terra l'estintore e se ne va. Mentre sta riparando i danni a casa sua, Coliandro riceve una visita: è Zahra che, con la scusa di intervistarlo, inizia a flirtare con lui, quindi i due si baciano.
Una sera, ritroviamo Borromini e l'ispettore al ristorante costoso, solo che questa volta dovrebbe essere Coliandro a pagare ma neanche questa sera andrà così perché l’ispettore sembra voler utilizzare intenzionalmente la carta di credito sequestrata a Cinno e il POS non funziona, quindi dovrà essere nuovamente Borromini a tirare fuori il denaro. Quando Coliandro lo informa di ciò, Borromini lo apostrofa male e l'ispettore gli fa il gesto del dito.
- Protagonista femminile: Sabrina Impacciatore (Thea Zahra).
- Altri interpreti: Denis Fasolo (Papalli), Giovanna Di Rauso (Ciucciù), Isparsa Lucarelli (Cinno), Alessio Caruso (Roman Kolas), Greg (Bellini)
- Ascolti Italia: telespettatori 1 628 000 – share 8%[3]

## Il tesoro nascosto
- Diretto da: Milena Cocozza
- Scritto da: Carlo Lucarelli, Giampiero Rigosi

### Trama
Coliandro s'imbatte nel caso di un gallerista trovato morto sfracellato per strada ma la sorella Francesca Maria De Fabriis, algida e raffinata curatrice di una nota galleria d'arte newyorkese, non è sicura si tratti di suicidio. Ammaliato dalla donna che, con le sue doti seduttive, è in grado di ottenere sempre quello che vuole, l'ispettore dà inizio a una delle sue solite indagini non autorizzate. Egli si ritrova dunque ad affrontare colui che ha ucciso il ragazzo per entrare in possesso di un dipinto "maledetto" creduto scomparso, il Tombarolo, e infine Masino, un mercante d'arte senza scrupoli con lo stesso fine affetto da gravi disturbi psichici e dalla personalità misteriosa.
- Protagonista femminile: Nicoletta Romanoff (Francesca Maria De Fabriis).
- Altri interpreti: Matteo Belli (Masino), Giuseppe Giacobazzi (Il Tombarolo)
- Ascolti Italia: telespettatori 1 817 000 – share 8,3%[4]

## Kabir Bedi
- Diretto da: Manetti Bros.
- Scritto da: Carlo Lucarelli, Giampiero Rigosi

### Trama
Coliandro stavolta si intromette in un'operazione congiunta dell'antiterrorismo riguardante il reclutamento e il transito dal Belgio alla Siria di foreign fighters islamici. Poi assieme a Jamila, giovane e brillante spia dei servizi segreti francesi e nipote del suo amico pakistano Amid, indaga su Tarantola, un ispettore (poi vice questore dirigente dell'antiterrorismo) apparentemente ligio al dovere. Essi scoprono che in realtà il poliziotto è a capo, assieme al faccendiere "Don Lurio" (chiamato così perché somigliante al noto coreografo e ballerino), di un nucleo di agenti corrotti coinvolti con la 'ndrangheta in un grosso traffico di eroina dalla Bosnia.
- Protagonista femminile: Elena Sotgiu (Jamila Hussain).
- Altri interpreti: Stefano Pesce (Tarantola), Leo Mantovani (Don Lurio), Chiara Iezzi (Dottoressa Farraguscio), Francesco Turbanti (Giacomini), Paolo Mauro (Arangara)
- Ascolti Italia: telespettatori 1 751 000 – share 8%[5]